# نيش كش
نيش كش (بالفارسية: نیش کش) هي قرية تقع في قسم زرق‌آباد الريفي (مقاطعة إسفراين) في إيران. يقدر عدد سكانها بـ 90 نسمة بحسب إحصاء 2016.